# Аманшин Віктор Петрович
Ві́ктор Петро́вич Ама́ншин (рос. Виктор Петрович Аманшин; 13 лютого (за іншими даними — 13 січня ) 1915, Калуга — 1977) — російський робітник-винахідник (винайшов декілька штампувальних автоматів). Герой Соціалістичної Праці. Був членом Центральної ради Всесоюзного товариства винахідників і раціоналізаторів .

## Біографічні відомості
Працював на Калузькому електромеханічному заводі.
У 1954—1956 роках працював у Кам'янці-Подільському в художній майстерні. Написав у Кам'янці-Подільському картини «Переяславська Рада», «Льодове побоїще» та інші.

Віктор Аманшин виступає під час похорону маршала Жукова, червень 1974 року

У червні 1974 року був членом урядової комісії з похорону Маршала Радянського Союзу Георгія Жукова, виступив із промовою на траурному мітингу на Красній площі.
Нагороджено орденом Червоної Зірки, орденом Леніна, орденом Жовтневої Революції.
Ім'я Аманшина надано Калузькому професійно-технічному училищу № 10.